# Radmanci
Radmanci este un sat din comuna Petnjica, Muntenegru. Conform datelor de la recensământul din 2003, localitatea are 311 locuitori (la recensământul din 1991 erau 524 de locuitori).

## Demografie
În satul Radmanci locuiesc 207 persoane adulte, iar vârsta medie a populației este de 33,3 de ani (32,2 la bărbați și 34,3 la femei). În localitate sunt 80 de gospodării, iar numărul mediu de membri în gospodărie este de 3,89.
|  |

| Demografie | Demografie | Demografie |
| An         | Locuitori  | Locuitori  |
| ---------- | ---------- | ---------- |
|            |            |            |
|            |            |            |
|            |            |            |
|            |            |            |
| 1948       | 643        |            |
| 1953       | 683        |            |
| 1961       | 744        |            |
| 1971       | 755        |            |
| 1981       | 717        |            |
| 1991       | 524        | 465        |
| 2003       | 646        | 311        |

| \| Componența etnică conform recensământului din 2003[2] \| Componența etnică conform recensământului din 2003[2] \| Componența etnică conform recensământului din 2003[2] \| Componența etnică conform recensământului din 2003[2] \| Componența etnică conform recensământului din 2003[2] \| \| ----------------------------------------------------- \| ----------------------------------------------------- \| ----------------------------------------------------- \| ----------------------------------------------------- \| ----------------------------------------------------- \| \| \| \| \| \| \| \| Bosniaci \| Bosniaci \| \| 279 \| 89,71% \| \| Musulmani \| Musulmani \| \| 28 \| 9% \| \| Muntenegreni \| Muntenegreni \| \| 1 \| 0,32% \| \| Italieni \| Italieni \| \| 1 \| 0,32% \| \| Albanezi \| Albanezi \| \| 1 \| 0,32% \| \| necunoscută \| necunoscută \| \| 0 \| 0% \| |              |  |     |        |
| Componența etnică conform recensământului din 2003 |              |  |     |        |
| |              |  |     |        |
| Bosniaci | Bosniaci     |  | 279 | 89,71% |
| Musulmani | Musulmani    |  | 28  | 9%     |
| Muntenegreni | Muntenegreni |  | 1   | 0,32%  |
| Italieni | Italieni     |  | 1   | 0,32%  |
| Albanezi | Albanezi     |  | 1   | 0,32%  |
| necunoscută | necunoscută  |  | 0   | 0%     |